# Red City
Red City — ограниченная серия комиксов, которую в 2014 году издавала компания Image Comics.

## Синопсис
Действие происходит в Ред-Сити. Главным героем является Кэл Талмейдж, который должен найти дочь посла.

## История создания
Кори писал сценарий к первым четырём выпускам около полугода. Он сравнивал свой комикс с фильмами «Секреты Лос-Анджелеса» и «Бегущий по лезвию». Идея создать произведение зародилась у автора ещё в 2011 году.

### Выпуски
| № | Дата выхода      | Оценка на Comic Book Roundup    | Предполагаемый объём продаж (первый месяц) |
| - | ---------------- | ------------------------------- | ------------------------------------------ |
| 1 | 11 июня 2014     | 6,4 из 10 на основе 16 рецензий | 9 891, позиция в Северной Америке — 182    |
| 2 | 9 июля 2014      | 5 из 10 на основе 2 рецензий    | н/д                                        |
| 3 | 13 августа 2014  | 7 из 10 на основе 1 рецензии    | н/д                                        |
| 4 | 17 сентября 2014 | н/д                             | н/д                                        |

### Сборники
| Название | Тип            | Дата выхода    | Собранный материал | Кол-во страниц | ISBN                       |
| -------- | -------------- | -------------- | ------------------ | -------------- | -------------------------- |
| Red City | Мягкая обложка | 3 декабря 2014 | Red City #1-4      | 120            | 978-1632151094, 163215109X |

## Отзывы
На сайте Comic Book Roundup серия имеет оценку 6,1 из 10 на основе 19 рецензий. Джесс Шедин из IGN дал первому выпуску 6,4 балла из 10 и написал, что «насыщенный чёрный цвет и характерный дизайн персонажей помогают придать комиксу особый вид». Миган Дамор из Comic Book Resources, обозревая дебют, посчитала, что «хотя рисунки Дос Сантоса доставляют удовольствие, мало что может спасти этот выпуск». Джен Апрахамян из Comic Vine поставила первому выпуску 4 звезды из 5 и отметила, что «как только мы открываем комикс, нас бросают на совершенно другой Марс, нежели чем на тот, к которому мы привыкли». Дэвид Брук из AIPT подчёркивал, что «диалоги великолепны», но в то же время писал, что «мир очень посредственный, а сюжет ещё более посредствен».